# Olivija Baleišytė

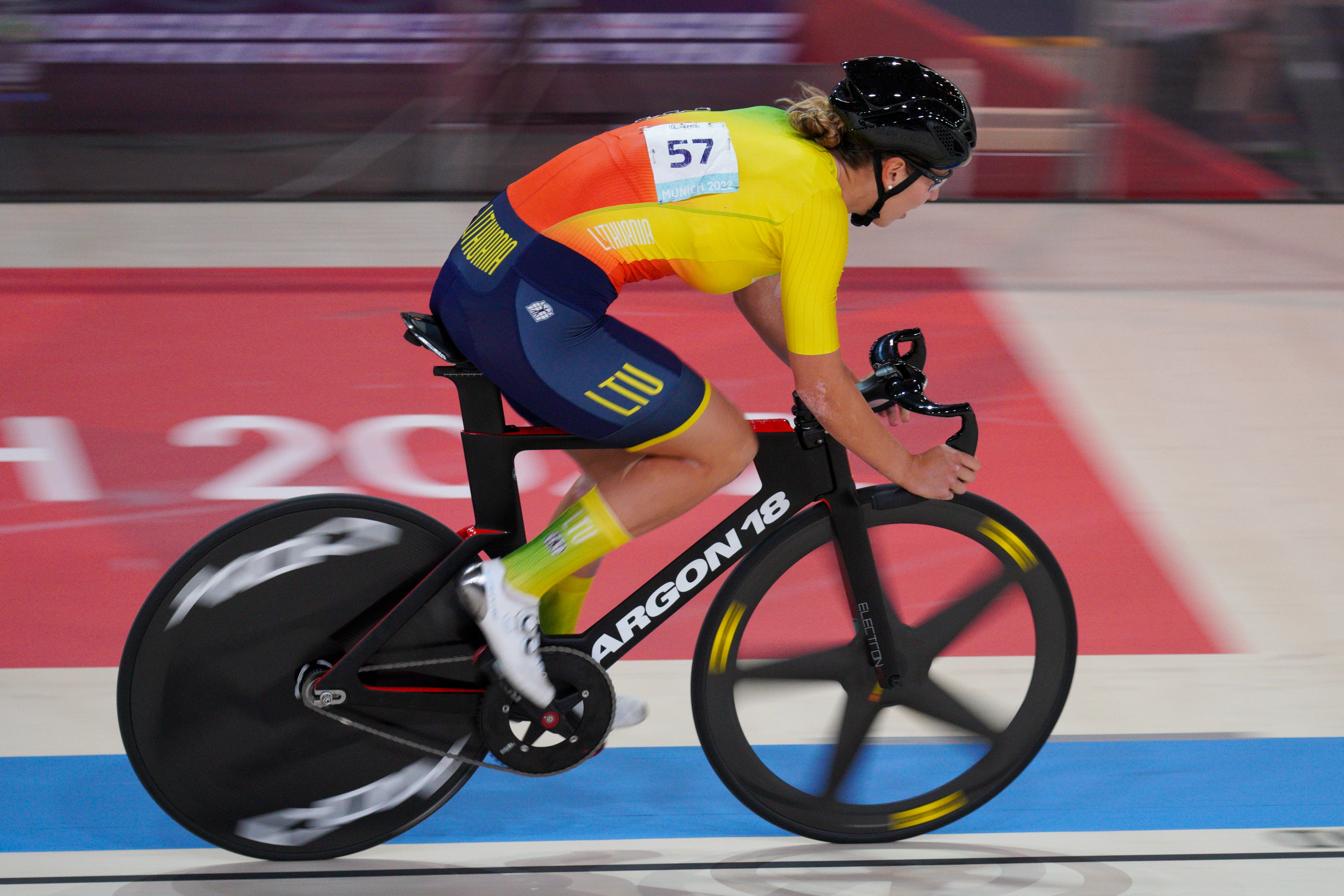
Baleišytė bei der Bahn-EM 2022

Olivija Baleišytė (* 3. September 1998 in Panevėžys) ist eine litauische Radsportlerin, die auf Bahn und Straße Rennen bestreitet.

## Sportliche Laufbahn
2015 errang Olivija Baleišytė bei den Junioren-Bahneuropameisterschaften in Athen die Bronzemedaille in der Einerverfolgung. Im Jahr darauf wurde sie in dieser Disziplin Junioren-Europameisterin; dabei stellte sie mit 2:22,31 Minuten über 2000 Meter einen neuen Juniorinnen-Weltrekord auf. Im Omnium wurde sie Vize-Europameisterin.
2017 wurde sie in vier Disziplinen nationale Meisterin: in der Einerverfolgung, im Ausscheidungsfahren, im Punktefahren und im Omnium, im Januar 2018 holte sie die Titel im Omnium und im Scratch. Beim Lauf des Bahnrad-Weltcups 2017/18 in Pruszków wurde sie Dritte im Scratch und belegte in der Gesamtwertung Rang fünf, im Omnium wurde sie Dritte der Gesamtwertung.
2018 und 2019 errang Baleišytė weitere nationale Titel auf der Bahn, 2018 wurde sie zudem jeweils Zweite im Einzelzeitfahren auf der Straße sowie im Straßenrennen.

## Erfolge

### Bahn
2015
- Junioren-Europameisterschaft – Einerverfolgung

2016
- Junioren-Europameisterin – Einerverfolgung
- Junioren-Europameisterschaft – Omnium

2017
- Litauische Meisterin – Einerverfolgung, Ausscheidungsfahren, Punktefahren, Omnium

2018
- Litauische Meisterin – Omnium, Scratch, Punktefahren, Einerverfolgung

2019
- Litauische Meisterin – Omnium, Scratch, Ausscheidungsfahren, Einerverfolgung

2020
- Litauische Meisterin – Omnium
- U23-Europameisterschaft – Omnium

2022
- Litauische Meisterin – Ausscheidungsfahren, Omnium, Scratch, Teamsprint (mit Deimantė Šiaudkulytė und Miglė Lendel)

### Straße
2023
- Litauische Meisterin – Einzelzeitfahren, Straßenrennen

2024
- Litauische Meisterin – Einzelzeitfahren, Straßenrennen